# Partido de la Cultura, la Educación y el Trabajo
El Partido de la Cultura, la Educación y el Trabajo es un partido político minoritario en Argentina fundado en 2013 por el secretario 
general del Sindicato de Choferes de Camiones y exsecretario general de la CGT, Hugo Moyano. El partido está estrechamente aliado con el Partido Justicialista y actualmente forma parte de Unión por la Patria, coalición que apoyó al expresidente Alberto Fernández en 2019 y a la candidatura a presidente de Sergio Massa en 2023.

## Resultados electorales

### Elecciones presidenciales
| Año  | Fórmula           | Fórmula                        | Primera vuelta | Primera vuelta | Segunda vuelta | Segunda vuelta | Voto electoral | Voto electoral | Resultado | Nota            |
| Año  | Presidente        | Vicepresidente                 | Votos          | %              | Votos          | %              | Votos          | %              | Resultado | Nota            |
| ---- | ----------------- | ------------------------------ | -------------- | -------------- | -------------- | -------------- | -------------- | -------------- | --------- | --------------- |
| 2019 | Alberto Fernández | Cristina Fernández de Kirchner | 12.945.990     | 48,24          |                |                |                |                | Elegido   | Frente de Todos |